# Roger Laurent
Roger Olivier Antoine Fernand Laurent (Liegi, 21 febbraio 1913 – Uccle, 6 febbraio 1997) è stato un pilota di Formula 1 belga.
Ha partecipato a 2 Gran Premi di Formula 1 nel 1952.
Il miglior piazzamento è stato il sesto posto conquistato in Germania.

## Risultati in Formula 1
| 1952 | Scuderia                  | Vettura                      |  |  |    |  |  |   |  |  | Punti | Pos. |
| ---- | ------------------------- | ---------------------------- |  |  | -- |  |  | - |  |  | ----- | ---- |
| 1952 | HWM e Ecurie Francorchaps | HWM 51, HWM 52 e Ferrari 500 |  |  | 12 |  |  | 6 |  |  | 0     |      |

| Legenda | 1º posto     | 2º posto | 3º posto    | A punti         | Senza punti/Non class.  | Grassetto – Pole position Corsivo – Giro più veloce |
| Legenda | Squalificato | Ritirato | Non partito | Non qualificato | Solo prove/Terzo pilota | Grassetto – Pole position Corsivo – Giro più veloce |